# جبل عيدودي
جبل عِيدُودِي جبل يقع شمال شرقي ولاية قابس من الجنوب الشرقي التونسي، شمال غربي مدينة المطوية وشمال شط الفجاج وشرق جبل حديفة وجنوب شرقي قرية برج الفجج. يبلغ ارتفاعه 285 م.